# 気違い部落
『気違い部落』（きちがいぶらく）は、1957年公開の日本映画。配給は松竹。134分、モノクロ。

## スタッフ
- 監督：渋谷実
- 企画：佐々木孟
- 原作：きだみのる『気違い部落』シリーズ
- 脚色：菊島隆三
- 撮影：長岡博之
- 音楽：黛敏郎
- 美術：浜田辰雄
- 照明：小泉喜代司
- 録音：大村三郎
- 編集：杉原よし

## キャスト
- 村田鉄次：伊藤雄之助
- 村田お秋：淡島千景
- 村田お光：水野久美
- 村田保：藤木満寿夫
- 駐在：伴淳三郎
- 野村次郎：石浜朗
- 野村太一：諸角啓二郎
- 野村良介：山形勲
- 野村お三重：三好栄子
- 川端又一：須賀不二男
- 木崎三造：信欣三
- 木崎お紺：清川虹子
- 木崎三吉：矢の間啓二
- 大蔵仁太郎：藤原釜足
- 大蔵おらく：賀原夏子
- 大蔵お千代：瞳麗子
- 青木助夫：三井弘次
- 青木お芳：文野朋子
- 甚助：小川虎之助
- ナレーション：森繁久彌

## 関連書籍
- 『気違い部落周游紀行』吾妻書房、1948年／新潮文庫、1951年／冨山房百科文庫、1981年
- 『気違い部落紳士録』時事通信社、1950年／講談社ミリオン・ブックス、1958年
- 『気違い部落の青春』 大日本雄弁会講談社、1957年／講談社ミリオン・ブックス、1961年
- 『東京気違い部落』新潮社、1960年
- 『気違い部落から日本を見れば』徳間書店、1967年